# Zambia
Zambia (soms ook wel aangeduid als Zambië en vroeger Noord-Rhodesië), officieel de Republiek Zambia (Engels: Republic of Zambia), is een land in Afrika dat grenst aan de Democratische Republiek Congo, Tanzania, Malawi, Mozambique, Zimbabwe, Botswana, Namibië en Angola. Zambia is een onafhankelijke republiek met als belangrijkste economische factor de mijnindustrie (koper).

## Geschiedenis
De geschiedenis van Zambia kende vele stadia van kolonisatie tot onafhankelijkheid van het Verenigd Koninkrijk op 24 oktober 1964. Noord-Rhodesië werd in 1888 een Brits invloedsgebied op het gebied van het huidige Zambia en werd in 1924 officieel uitgeroepen tot een Brits protectoraat. Na vele jaren van voorgestelde fusies werden Zuid-Rhodesië, Noord-Rhodesië en Nyasaland samengevoegd tot de Britse Federatie van Rhodesië en Nyasaland.
In 1960 verklaarde de Britse premier Harold Macmillan dat het tijdperk van koloniale heerschappij in Afrika ten einde liep. Uiteindelijk werd de federatie in december 1963 ontbonden, en op 23 oktober 1964 werd uit Noord-Rhodesië de Republiek Zambia gevormd.

## Geografie
- lengte landgrenzen: Angola 1110 km, Botswana enkele tientallen meters, Congo-Kinshasa 1930 km, Malawi 837 km, Mozambique 419 km, Namibië (Caprivi) 233 km, Tanzania 338 km, Zimbabwe 797 km
- kustlijn: geen: het land is een binnenstaat
- hoogste punt: Mafinga Hills 2301 m
- laagste punt: Zambezi 329 m
- grootste rivieren: Zambezi, Kafue, Luangwa
- delfstoffen: steenkool, zilver, koper, zink, uranium, lood, kobalt

## Bevolking en taal
In 2010 telde het land 13.092.666 inwoners. In 2000 was dit nog 9.885.591 hetgeen een gemiddelde jaarlijkse groei betekende van 2,8%. Van de bevolking woonde 60,5% op het platteland en 39,5% in de steden. De bevolkingsdichtheid was 17,4 personen/km² in 2010. Zambia heeft een jonge bevolking, de mediane leeftijd was 16,7 jaar in 2010. In dat jaar was 45,4% van de bevolking 15 jaar of jonger en slechts 2,6% was 65 jaar of ouder. De levensverwachting bij geboorte was 51,2 jaar in 2010. Voor vrouwen is deze gestegen van 48 jaar in 1990 naar 53 jaar in 2010, voor mannen was de stijging van 46 jaar naar 49 jaar in dezelfde periode.

### Blanke minderheid
In 2014 waren er ongeveer 40 000 Zambianen van Europese origine. Sinds de onafhankelijkheid van Zambia is dit aandeel blanken in Zambia altijd stabiel gebleven met zo'n 1,1% van de populatie. Velen van hen zijn gebleven Zuid-Afrikanen of hebben de Britse nationaliteit alhoewel een deel van hen een Zambiaans paspoort heeft. Guy Scott, een blanke Zambiaan, is 3 jaar vicepresident van Zambia geweest en 90 dagen president ad interim tot aan de verkiezingen toen de toenmalige president Michael Sata onverwachts stierf. Dit was uiterst uitzonderlijk aangezien er geen blanke leiders meer zijn in Afrika na het einde van het apartheidsregime.

### Talen
De officiële taal in Zambia is Engels. In Zambia worden ruim 70 talen (voornamelijk Bantoetalen) gesproken. Door Ohannessian en Kashoki in Language in Zambia (1978) (in het vervolg OKLIZ) is een indeling in 15 groepen voorgesteld. Zeven talen hebben een officiële status gekregen van de overheid. De keuze is gevallen op deze talen op grond van de aantallen eerste- en tweedetaalsprekers. Etnisch is Zambia erg divers. No one tribe dominates Zambia in terms of either areal extent or population numbers, schreef George Kay in 1967, en in 1978 was dat nog steeds zo volgens Kashoki en Ohannessian (OKLIZ p. 24). Dat maakt het heel erg moeilijk om een van de inheemse talen te gebruiken als nationale taal, zoals gebeurd is in Tanzania en Kenia met Swahili. Er zijn echter wel grote verschillen tussen de verspreidingsgraden van de diverse talen; dit maakte de keuze voor zeven semiofficiële talen mogelijk, Bemba, Kaonde, Lozi, Lunda, Luvale, Nyanja, en Tonga, die dagelijks elk op zijn beurt een half uur televisie zendtijd krijgen op ZNBC (Zambia National Broadcasting Corporation). De Zambiaanse taal Ila is een van de 55 talen waarin de boodschap op de Voyager Golden Record is opgenomen.
De rol van een aantal van de inheemse talen is in de loop van de jaren belangrijker geworden. Bemba en Nyanja bijvoorbeeld, vervullen in bepaalde urbane gebieden (resp. Copperbelt en Lusaka) de rol van lingua franca, en doen dat soms op grotere schaal dan het Engels. Over het algemeen hebben alle inheemse talen, die door de overheid een officiële status kregen, meer (tweedetaal)sprekers gekregen.

### Taalpolitiek
Taalpolitiek is in veel Afrikaanse landen een complex en ook een gevoelig onderwerp. De eerste taalpolitieke keuze na de onafhankelijkheid was meestal die voor de (relatief objectieve) taal van de ex-kolonisator, om de nationale eenheid van de intern als los zand aan elkaar hangende prille staten te bevorderen. Zambia vormt daarop geen uitzondering. Bij de onafhankelijkheid in 1964 werd niet alleen gekozen voor het Engels als nationale taal (een voor de hand liggende keuze in een meertalige voormalige Britse kolonie zonder inheemse lingua franca), maar ook voor het Engels als het eerste en enige medium van instructie (dus niet als vak) in het onderwijs.
Naast het Engels als onderwijstaal bood de taalpolitiek van Zambia van begin af aan de mogelijkheid tot lesgeven in zeven Zambiaanse talen (als vak) in officieel voorgeschreven regio's: Bemba, Kaonde, Lozi, Lunda, Luvale, Nyanja en Tonga. Verder werd in de Constitution of Zambia gegarandeerd dat "The State shall take measures to promote the practice, enjoyment and development by any person of that person's culture, tradition, custom and language insofar as these are not Inconsistent with this Constitution" (Deel 9, Artikel 112, Lid g).

### Religie
Zambia is officieel een christelijk land volgens de grondwet van 1991 (gewijzigd in 1996), maar er bestaat een grote verscheidenheid aan religieuze tradities. In veel van de syncretische kerken in het land mengen traditionele religieuze ideeën zich gemakkelijk met christelijke opvattingen. De katholieken vormen de grootste bevolkingsgroep. Daarnaast zijn er ook anglicanen, de pinksterbeweging, de Nieuw-Apostolische Kerk (>14% van de bevolking), lutheranen, zevendedagsadventisten, Jehova's getuigen en een verscheidenheid aan evangelische denominaties. Deze groeiden, ontwikkelden zich en bloeiden vanuit de oorspronkelijke missionaire nederzettingen (Portugees en katholiek in het oosten van Mozambique) en anglicaans (Engelse en Schotse invloeden vanuit het zuiden). Afgezien van enkele technische posities (bijvoorbeeld doktoren) zijn westerse zendingsrollen ingenomen door gelovigen uit de oorspronkelijke bevolking. Nadat Frederick Chiluba (een pinkstergelovige) president werd in 1991, groeiden Pinkstergemeenschappen in het land aanzienlijk.
Ongeveer 5% van de bevolking bestaat uit moslims die voornamelijk in stedelijke gebieden wonen. Ook bestaat een kleine Joodse gemeenschap die voornamelijk wordt gevormd door Asjkenazim. Belangrijke Joodse Zambianen betreffen Simon Zukas, voormalig minister, parlementslid en een lid van het Forum for Democracy and Development en eerder van het MMD en de Verenigde Nationale Onafhankelijkheidspartij. Daarnaast is de econoom Stanley Fischer, voormalig gouverneur van de Bank of Israel en voormalig hoofdeconoom van het IMF, geboren en deels opgegroeid in de Joodse gemeenschap van Zambia. De Bahai-bevolking van Zambia overtreft de 160.000, of 1,5% van de bevolking. De William Mmutle Masetlha Foundation die door de Baha’i-gemeenschap wordt geleid, is voornamelijk actief op het gebied van onderwijs en gezondheidszorg.

### Armoede
Volgens het Ontwikkelingsprogramma van de Verenigde Naties leefde in 2018 in Zambia 54% van de bevolking onder de nationale armoedegrens en 61% van de bevolking moest rondkomen van een daginkomen van minder dan 2,15 dollar, gecorrigeerd voor de koopkracht.

## Gezondheidszorg
Zoals in veel Afrikaanse landen, vormt aids een bedreiging. Vruchtbare oplossingen om de verspreiding van aids tegen te gaan, zijn er in Zambia nog niet gevonden.
In 2018 had 72% van de huishoudens toegang tot schoon drinkwater, het aandeel in de steden lag met 92% beduidend hoger dan op het platteland (58%). Van 1000 levend geboren kinderen overlijden er 61 voor de vijfde verjaardag. Malaria is een ziekte die nog altijd veel voorkomt, al zijn netten tegen muggen zeer bekend, in 2018 had 78% van de huishoudens ten minste een net in hun bezit (2001/02: 12%).

## Bestuurlijke indeling
Zambia bestaat uit tien provincies:
- Central
- Copperbelt
- Eastern
- Luapula
- Lusaka
- Northern
- North-Western
- Southern
- Western
- Muchinga

De provincies zijn onderverdeeld in districten (districts).

## Economie
De economie van Zambia leunt zwaar op de koperproductie. Het is veruit het grootste exportproduct. Verder zijn de landbouw en toerisme belangrijk voor het land.
De exploitatie van het Zambiaanse koper begon in de jaren 1920. Tot 1925 was lood het voornaamste exportproduct. De stijgende wereldvraag zorgde echter voor een verschuiving naar de export van koper. Particuliere bedrijven openden mijnen, fabrieken voor de verwerking van het koper werden gebouwd en de infrastructuur werd verbeterd om het koper te exporteren. In 1969 bereikte de productie een piek van 769.000 ton koper en 62.000 mensen waren in de sector werkzaam. In 1973 werd de koperindustrie genationaliseerd en bleef iets meer dan 24 jaar in handen van de overheid. In deze periode daalde de productie gestaag en bereikte het laagste niveau van 250.000 ton in 2000. De werkgelegenheid daalde in diezelfde tijd naar 22.000 directe banen. In 1996 werd een aanvang gemaakt met de privatisering van de sector en in 2000 was dit proces afgerond. De nieuwe eigenaars investeerden in totaal meer dan 12 miljard dollar waardoor in 2013 weer 763.000 ton werd geproduceerd met 90.000 directe banen. In 2019 startte de regering een actie om Konkola Copper Mines, in handen van koperproducent Vedanta Resources, over te nemen. Volgens de regering had het bedrijf gelogen over uitbreidingsplannen en te weinig belasting betaald.
Na 2010 is de economisch groei afgezwakt, dit was het gevolg van een dalende koperprijs op de wereldmarkt en ook het gevolg van droogte in 2015/16 en 2018/19 waardoor de productie van elektriciteit door middel van waterkrachtcentrales terugliep en de landbouw klappen kreeg. Mais is het belangrijkste landbouwgewas. De landbouw heeft een aandeel van 10% in het bruto binnenlands product (bbp), maar ongeveer 50% van de werkzame bevolking is in deze sector actief. Per jaareinde 2018 stond de werkloosheid op 12,5%.
Tussen 2000 en 2010 realiseerde Zambia een almaar oplopende economische groei die in 2010 piekte op iets meer dan 10%. Over het hele decennium lag de groei op jaarbasis rond de 7%. In 2011 halveerde de groei en is sindsdien gestabiliseerd rond de 4% op jaarbasis vanaf 2016. De groei kwam echter slechts ten goede aan een klein deel van de stedelijke bevolking en Zambia kent een hoge mate van inkomensongelijkheid. Door de lage groei heeft de regering besloten extra te investeren. Dit heeft geleid tot een forse toename van de staatsschuld. In 2011 was de staatsschuld zo'n 20% van bbp, maar dit was in 2018 bijna verviervoudigd naar 78%. Rentekosten maken zo’n 20% van de totale staatsuitgaven uit. Ongeveer twee derde van de staatsschuld is in buitenlandse handen. 
Door deze financiële situatie hebben de Kredietbeoordelaars de kredietwaardigheid van het land verlaagd waardoor het moeilijker is geworden de leningen te vernieuwen. In oktober 2020 verlaagde de kredietbeoordelaar S&P wederom de kredietwaardigheid omdat het land niet meer aan zijn financiële verplichtingen kan voldoen en is dus failliet. Zambia heeft voor meer dan US$ 12 miljard aan schulden, waarvan een derde aan de Volksrepubliek China. Op een lening van US$ 3 miljard vroeg Zambia uitstel van betaling aan, maar de schuldeisers gingen hiermee niet akkoord. In 2022 kreeg het land nog een lening van US$ 1,3 miljard van het Internationaal Monetair Fonds (IMF) met als voorwaarde een overeenstemming over de schulden. In maart 2024 bereikte Zambia een akkoord met particuliere investeerders en beleggers in obligaties. In juni 2024 volgde overeenstemming met de grootste schuldeisers onder leiding van de Groep van Twintig (G20). Zambia krijgt meer tijd om schulden terug te betalen en de rente wordt verlaagd. De Volksrepubliek China, een grote schuldeiser, is ook akkoord terwijl dit land bij schuldverlichting van arme landen zich tot nu toe recalcitrant opstelde.
In 2023 stond het land op plaats 98 van de 180 beoordeelde landen in de corruptieperceptie-index van Transparency International.

### Toerisme
Het toerisme is in Zambia vooral geconcentreerd in het zuiden, rond de stad Livingstone. Deze stad bevindt zich aan de oever van de rivier de Zambezi vlak bij de bekende Victoriawatervallen. Tevens is het South Luangwa National Park (in de buurt van Chipata) een toeristische trekpleister.